# Paolo Montero
Ronald Paolo Montero Iglesias (* 3. September 1971 in Montevideo) ist ein ehemaliger uruguayischer Fußballspieler und heutiger -trainer. Seine Hauptposition war zentraler Verteidiger.

## Spielerkarriere

### Verein
Paolo Montero, der Sohn von Julio Montero Castillo, begann seine Profikarriere bei Peñarol Montevideo in Uruguay, wo er bis 1992 spielte. Bereits Ende 1991 war bekannt, dass er den Verein zum Juni 1992 verlassen würde. Nach Differenzen mit Trainer Ricardo Ortíz wurde er im Dezember jenes Jahres aus dem Kader geworfen. Im Sommer 1992 wechselte er zu Atalanta Bergamo in die italienische Serie A, wo er am 8. September 1992 sein Debüt gab. Aufgrund seiner starken Leistungen wurde er 1996 von Juventus Turin verpflichtet. Dort spielte er neun Jahre lang auf höchstem Niveau und bildete zusammen mit Ciro Ferrara Ende der 1990er Jahre eine der besten Innenverteidigungen der Welt. Im Sommer 2005 wechselte er zurück nach Südamerika zum argentinischen Club San Lorenzo. Als sein ehemaliger Mannschaftskamerad bei Juve und guter Freund Gianluca Pessotto im Juni 2006 einen Selbstmordversuch unternahm, flog Montero sofort nach Europa, um ihn zu besuchen, und er blieb in Turin, bis dieser nach mehreren Wochen außer Lebensgefahr war. Von 2006 bis 2007 spielte er wieder bei seinem Heimatklub Peñarol in Montevideo, danach beendete Montero seine aktive Laufbahn.
In seiner sehr erfolgreichen Karriere gewann er mit Juventus Turin fünf italienische Meisterschaften, drei italienische Supercups, einen europäischen Supercup, einen Weltpokal und einen UEFA Intertoto Cup.
Paolo Montero hält den Rekord für die meisten Platzverweise in der Serie A. Insgesamt 16-mal wurde er in seinen 266 Partien in Italiens höchster Spielklasse des Feldes verwiesen. In der Rangliste folgen mit Luigi Di Biagio und Giulio Falcone zwei Spieler, die es auf zwölf Platzverweise brachten.

### Nationalmannschaft
Montero nahm mit der uruguayischen U-20-Auswahl an der U-20-Südamerikameisterschaft 1991 und belegte mit der Mannschaft den dritten Turnierrang. Im Verlaufe des Turniers wurde er von Trainer Juan José Duarte sechsmal (kein Tor) eingesetzt. Im selben Jahr bestritt er mit der Celeste auch die Junioren-Fußballweltmeisterschaft 1991, bei der er mit der Mannschaft aber bereits in der Gruppenphase ausschied. Er debütierte am 5. Mai 1991 beim 0:1 gegen die USA in der A-Nationalmannschaft und bestritt insgesamt 61 Länderspiele, in denen ihm fünf Tore gelangen. Mit Uruguay nahm er an der Fußball-Weltmeisterschaft 2002 und der Copa América 2004 teil. Er führte seine Mannschaft als Kapitän durch die Qualifikation zur Weltmeisterschaft 2006 bis zum Playoff-Rückspiel gegen Australien. In diesem Spiel musste Montero aufgrund einer Verletzung ausgewechselt werden, und sein Team schied schließlich im Elfmeterschießen aus. Danach erklärte er nach 61 absolvierten Länderspielen, in denen er fünf Tore erzielte, seinen Rücktritt vom Nationalteam.

## Trainerlaufbahn
Mindestens seit 2014 trainiert Montero die in der Tercera División spielende Reservemannschaft von Peñarol. Am 11. November 2014 wurde er als Nachfolger des zwei Tage zuvor zurückgetretenen Jorge Fossati als Interimslösung bis zum Apertura-Ende zum Cheftrainer der „Aurinegros“ befördert. Ab dem Jahr 2015 besetzte Peñarol die Trainerpositionen der Ersten und Zweiten Mannschaft jedoch neu mit Pablo Bengoechea und Robert Lima. Von März 2016 bis Juni 2016 trainierte er die Mannschaft von Boca Unidos. 2016 war er Cheftrainer des argentinischen Erstligisten CA Colón. 2017 war er zudem kurzzeitig Trainer bei Rosario Central.
Von 2019 bis 2020 sowie nochmals im Jahr 2021 war Montero erstmals Trainer in Italien bei der SS Sambenedettese. Nachdem er 2021 nochmals in Argentinien bei San Lorenzo gearbeitet hatte, kehrte er 2022 zu Juventus Turin zurück und übernahm dort die U19-Mannschaft, welche er zwei Jahre betreute. Nachdem sich Juve im Mai 2024 von Massimiliano Allegri getrennt hatte, war Montero zudem zwei Partien interimsweise Trainer der Herrenmannschaft. Vom Sommer 2024 bis zu seiner Freistellung im November 2024 trainierte er die zweite Mannschaft Juves.

## Erfolge
- Italienischer Meister: 1996/97, 1997/98, 2001/02, 2002/03, 2004/05*
- Weltpokalsieger: 1996
- UEFA-Super-Cup-Sieger: 1996
- Italienischer Supercupsieger: 1997, 2002, 2003
- UEFA-Intertoto-Cup-Sieger: 1999

* aberkannt im Rahmen des italienischen Fußball-Skandals 2005/2006